# 台湾のバス交通
台湾のバス交通（たいわんのバスこうつう）では台湾におけるバスについて概説する。

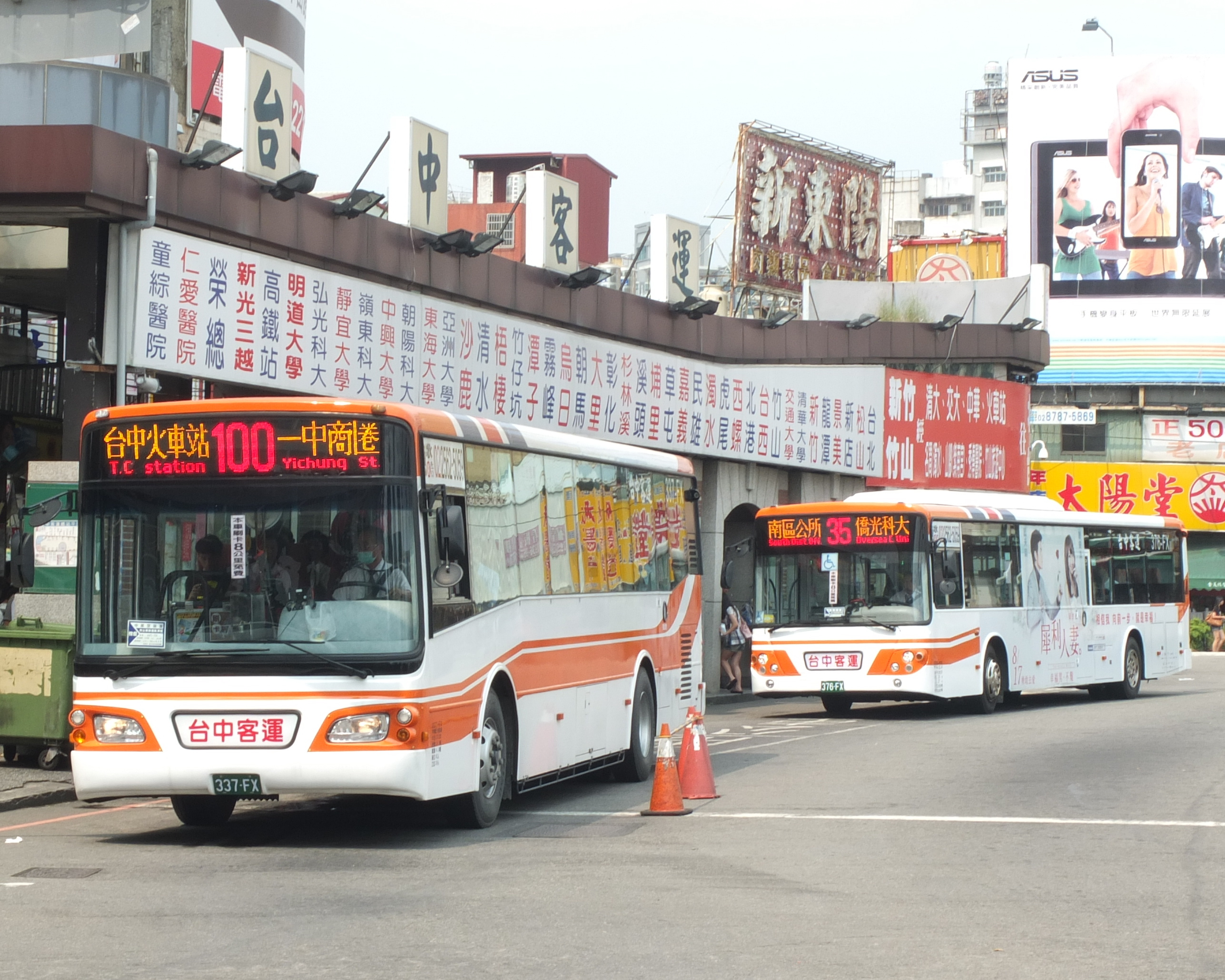
台中客運の車両

## 現況
台湾では市内を運行する路線バスを一般に「公共汽車」の略称である公車（市区公車、あるいは県市区公車）、中距離輸送の路線バスを公路客運もしくは長途客運、中長距離輸送の高速バスを国道客運と称する。またバス事業者は客運公司と称する。バス停は「站」、バスターミナルは「客運站、公車站、転運站」などと表記される。

### 市轄・県轄バス（県市区公車）
地方政府の交通局により管轄されている。運賃は地方政府が決定し、それぞれに均一料金、区間料金、従量料金などの体系が存在している。路線系統は3桁未満の数字が基本だが、直轄市の一部で他県市を跨ぎ、かつて公路総局管轄だった委譲路線は4桁のままで運行しているものもある。
また、台北市では台北市交通局傘下の台北市公共運輸処により管轄され、一般に聯営公車と称されている。路線の特徴に従い一般、小型、捷運連絡路線と更に細分化されている。高雄市では高雄市政府交通局により管轄され、一般に市公車と称されており、ここでも路線の特徴に従い一般、小型、地下鉄連絡線と細分化されている。
2016年末現在、澎湖県を除いては全ての県市轄バスでIC乗車カードのうち悠遊卡(Easycard)、一卡通(iPass)が、一部の県市轄バスではさらに愛金卡(icash2.0)、有銭卡(HappyCash)も利用できる。

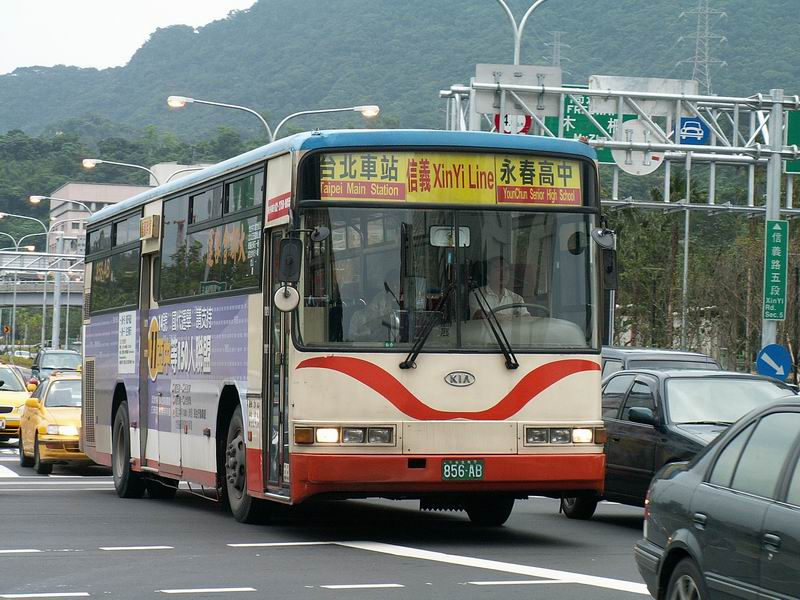
台北市・大都会客運の車両
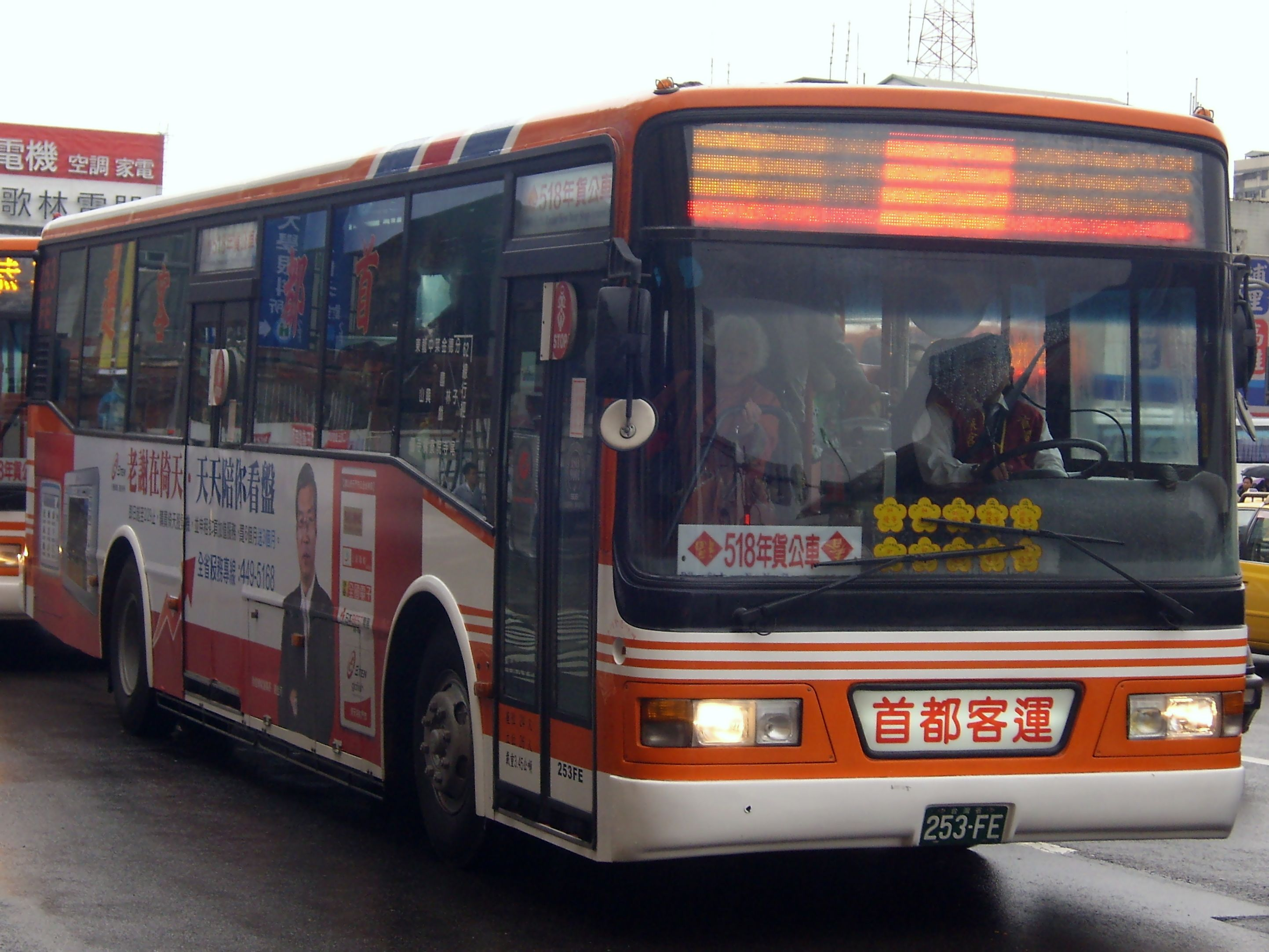
台北市・首都客運の車両（日野ERK2JRL）
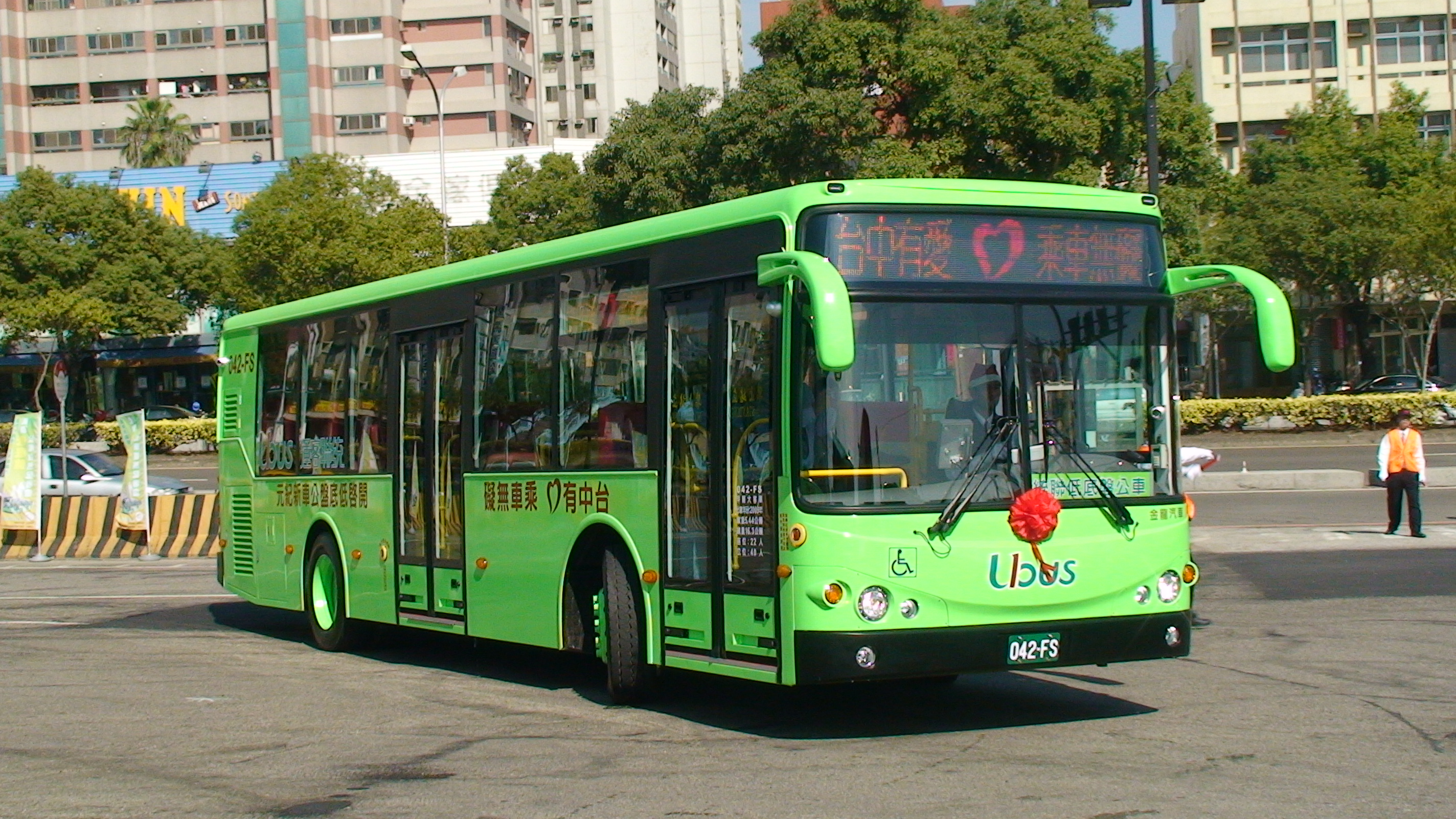
台中市・統聯客運の車両
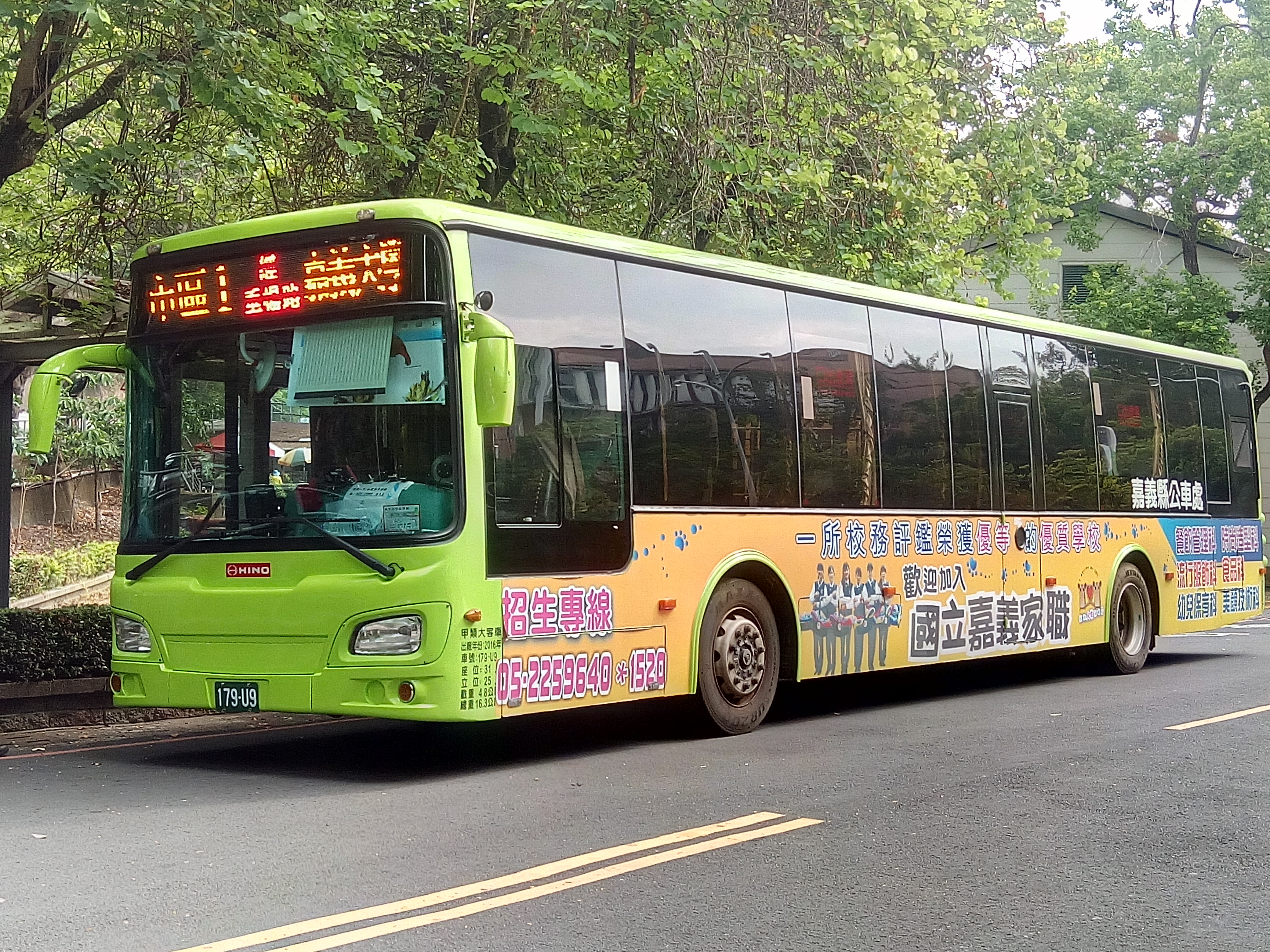
嘉義市公車・嘉義県公共汽車管理処のノンステップバス
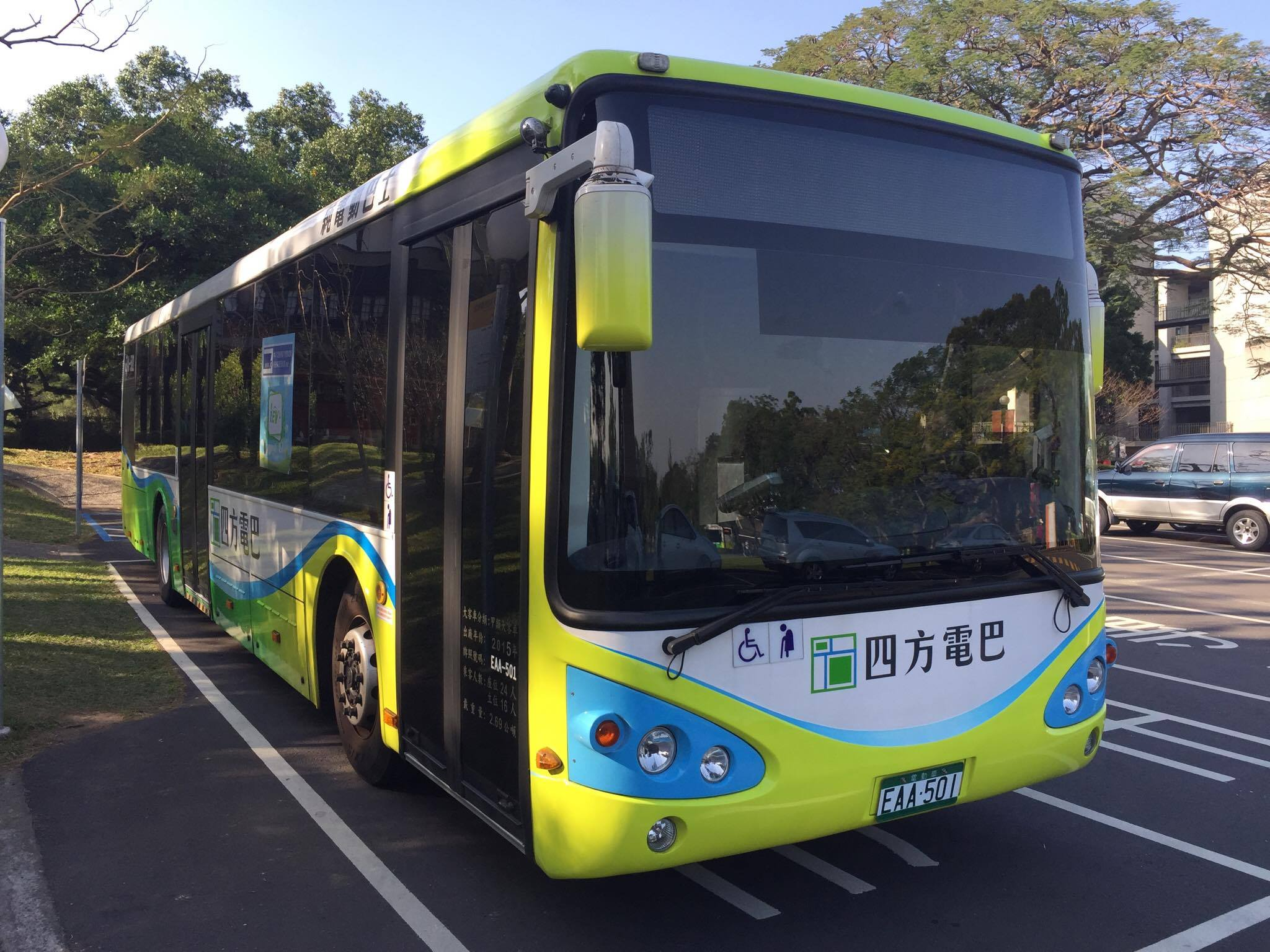
大台南公車・四方客運の電気バス
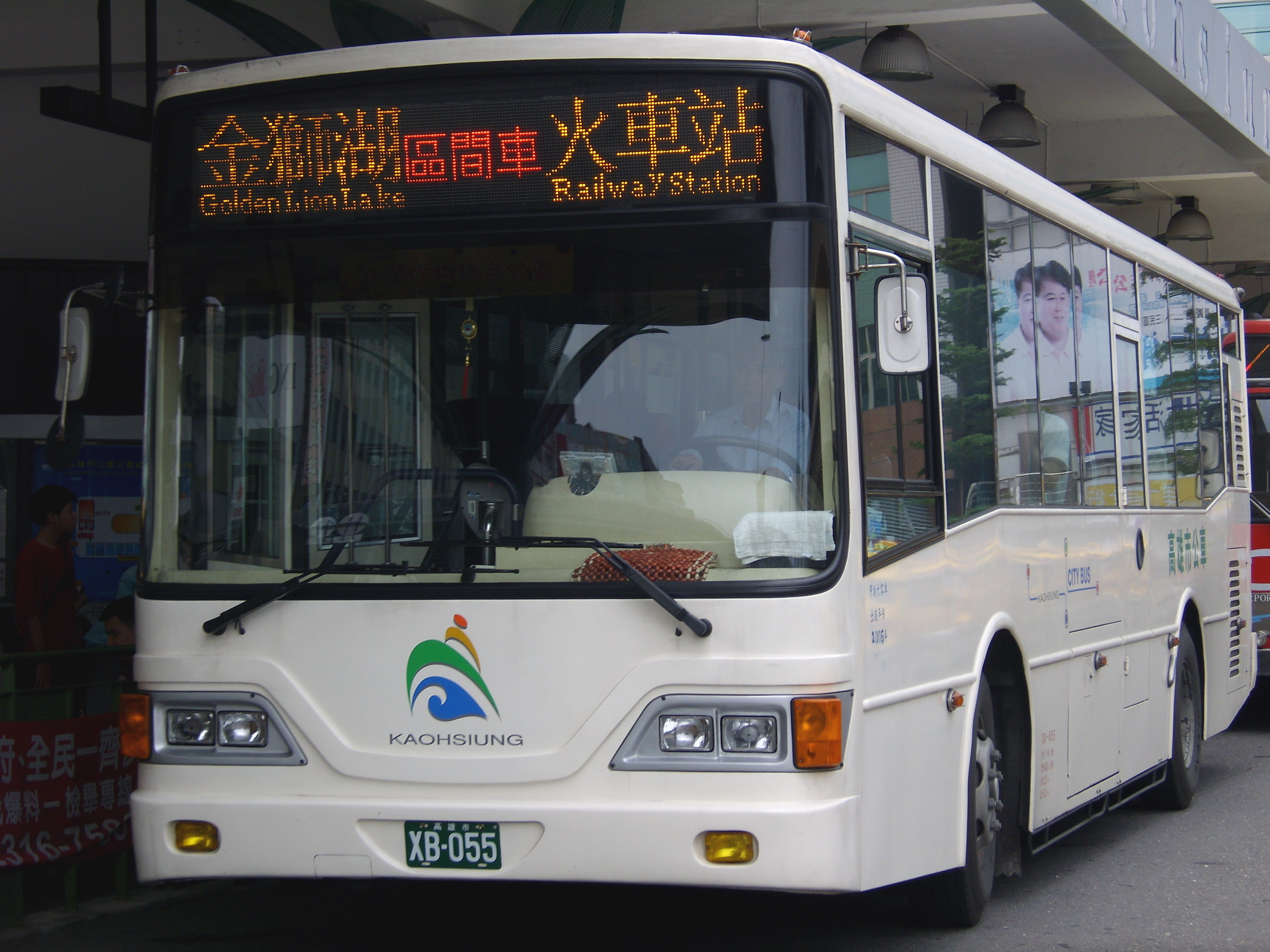
高雄市公車の車両
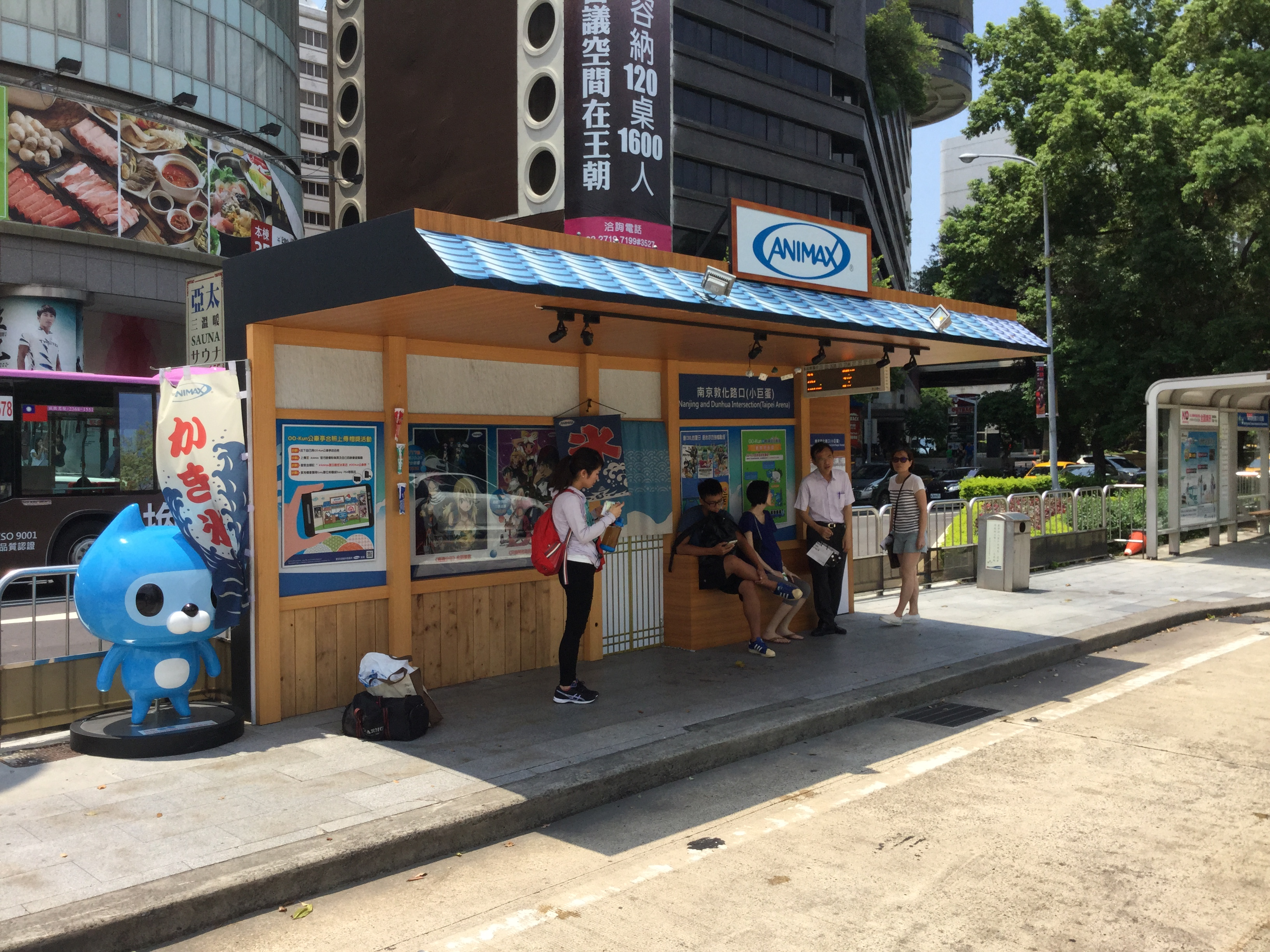
台北市・南京東路のバスレーン内停留所
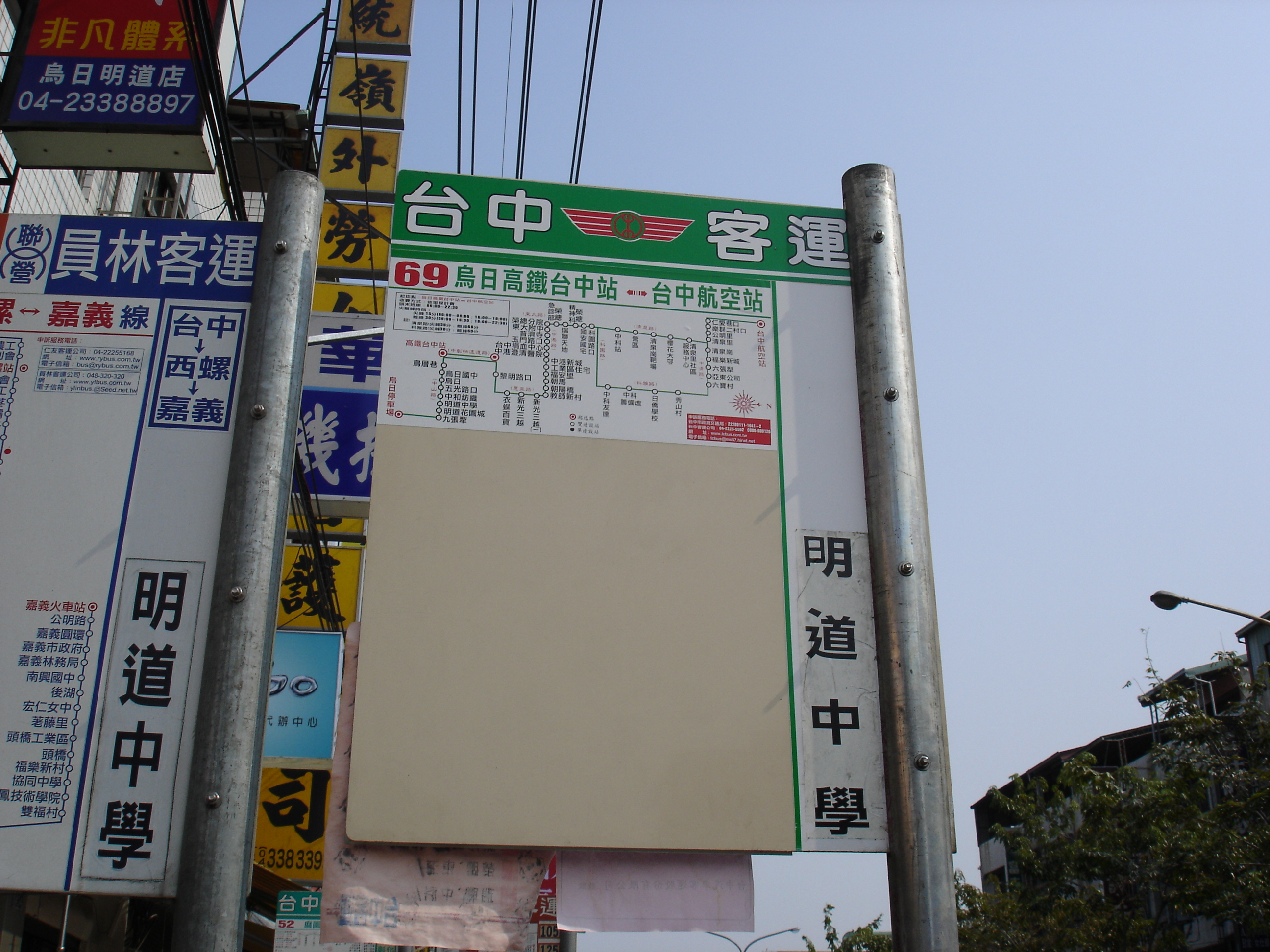
台中市・市内バスのバス停
台南市・大台南公車のバス停
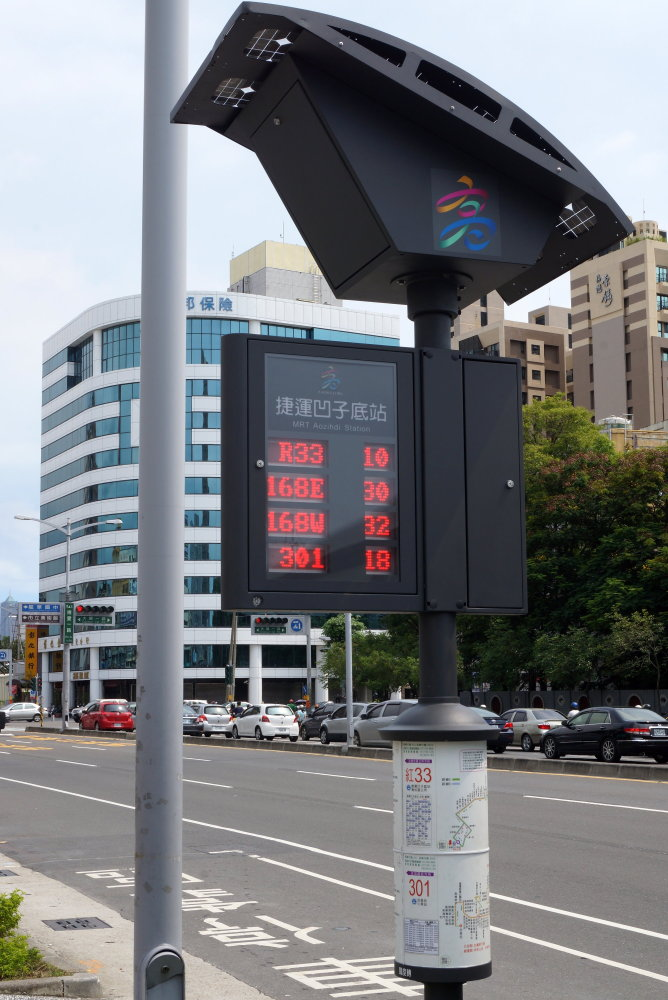
高雄市市内バスのバス停

### 中距離バス（公路客運・長途客運）、長距離バス（国道客運）
交通部公路総局により管轄されている。運賃体系は従量制となっている。系統番号は原則4桁の数字が割り当てられている。
中長距離路線の事業者には国営の台湾汽車を民営化した国光客運のほか、統聯客運、高雄客運、和欣客運、日統客運などの民間企業があり、台湾全土を連絡している。
東海岸にも2007年の高速道路開通から葛瑪蘭客運が、続いて首都客運が雪山トンネルを通って、台北方面とを結ぶ高速バス運行を行っている。
運行本数は極めて多く、一部路線では24時間運行している。また運賃も空路や鉄路より廉価であるため、台湾での利用頻度の高い交通手段となっている。
長距離バスは、多くの路線で高速道路を使用する国道客運、いわゆる高速バスとなっている。
乗車券は各営業所および各バスターミナル、コンビニで購入でき、一部路線ではインターネットでの予約・支払、各IC乗車カードの利用が可能。

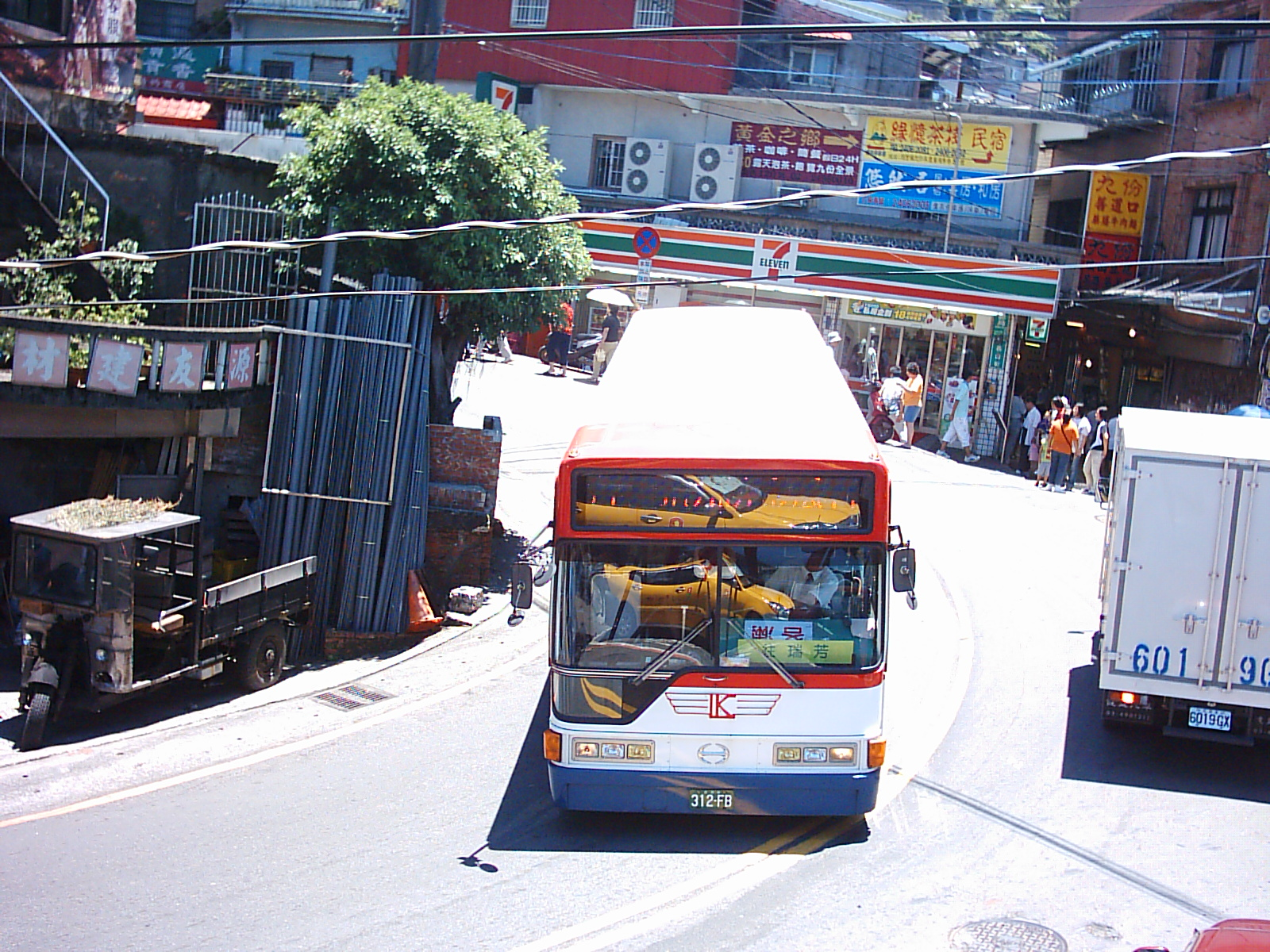
基隆客運の国道客運路線バス
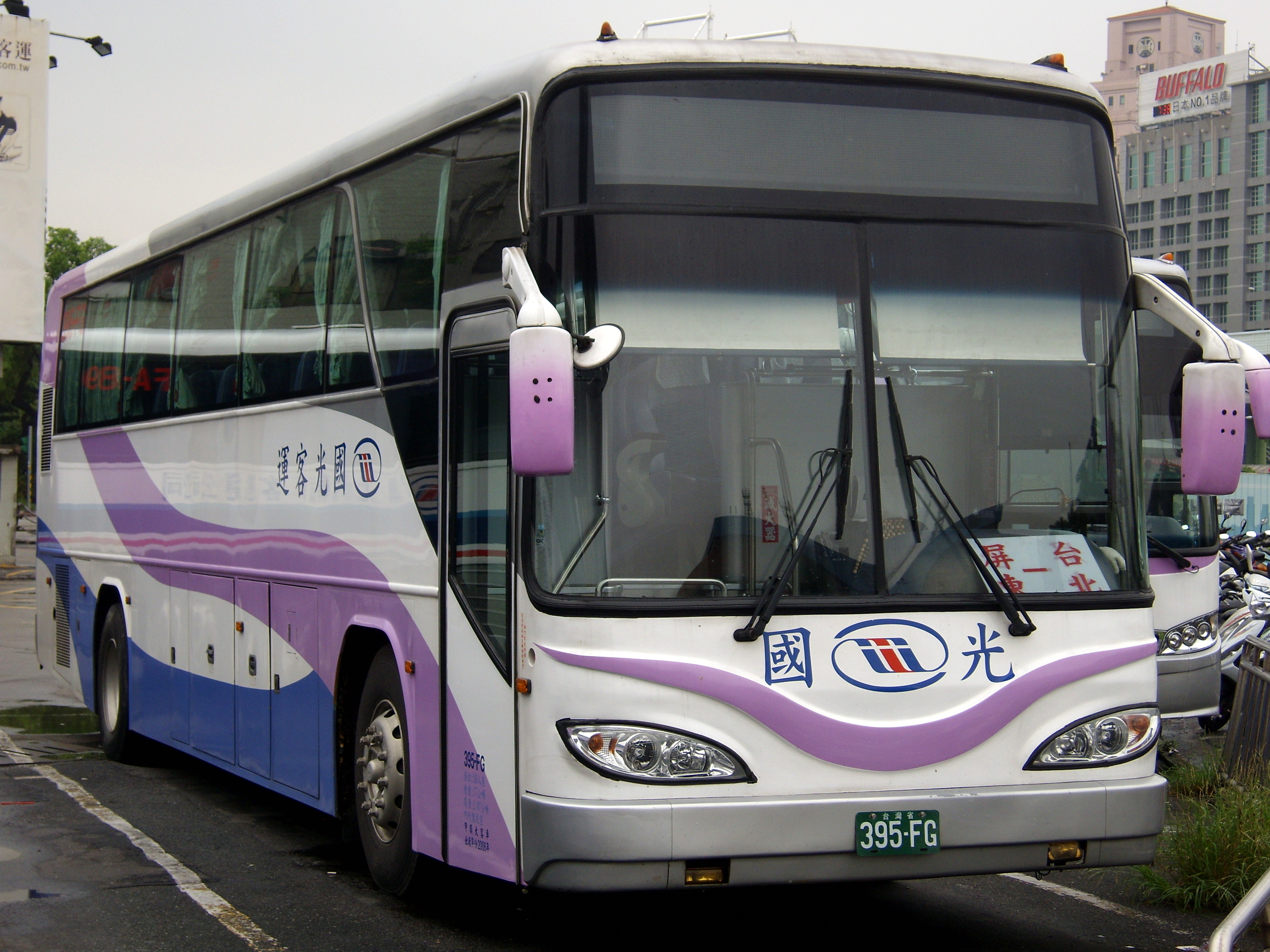
国光客運の高速バス
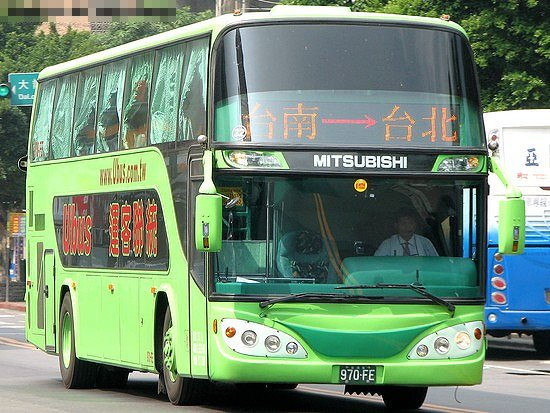
統聯客運の高速バス
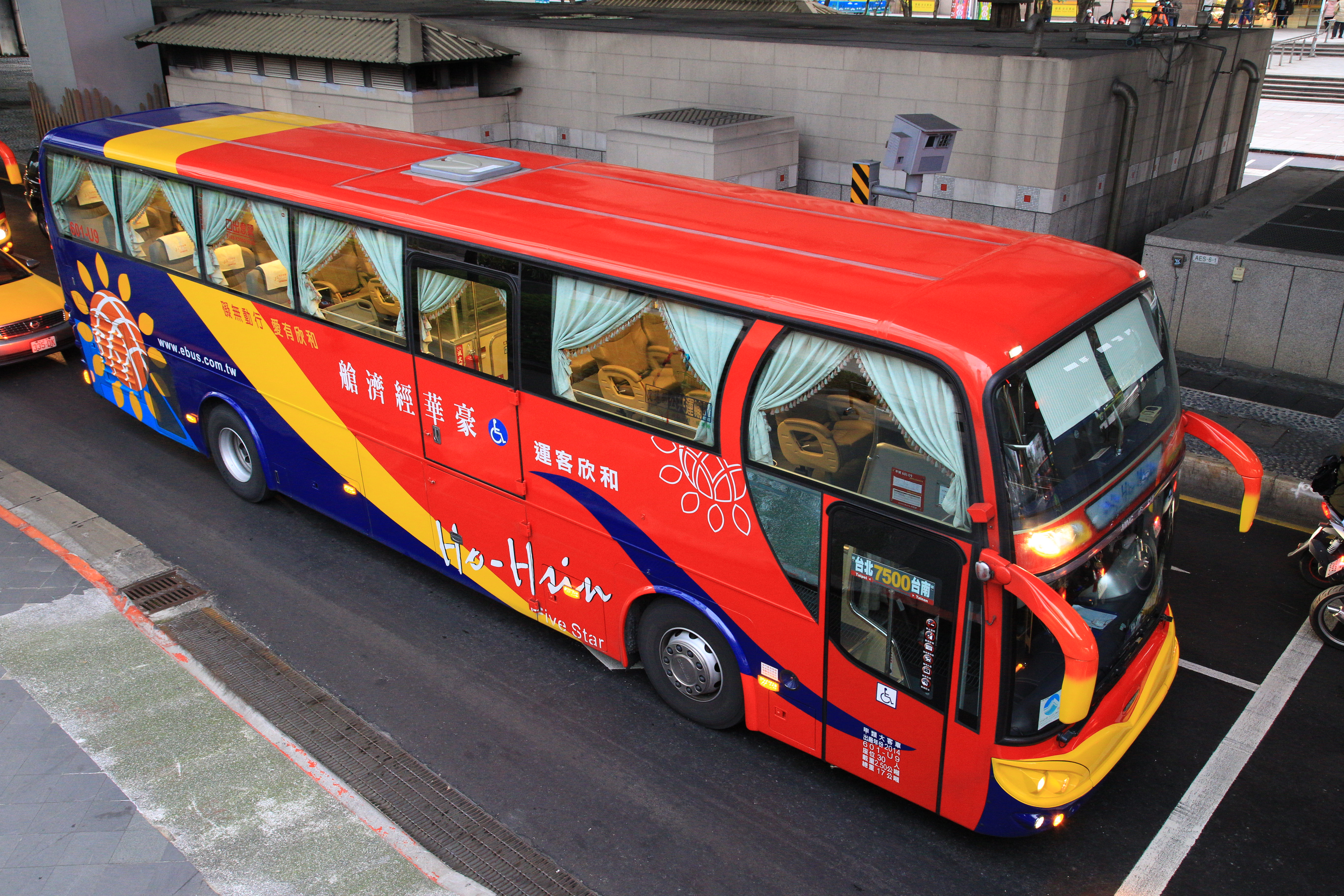
和欣客運の高速バス
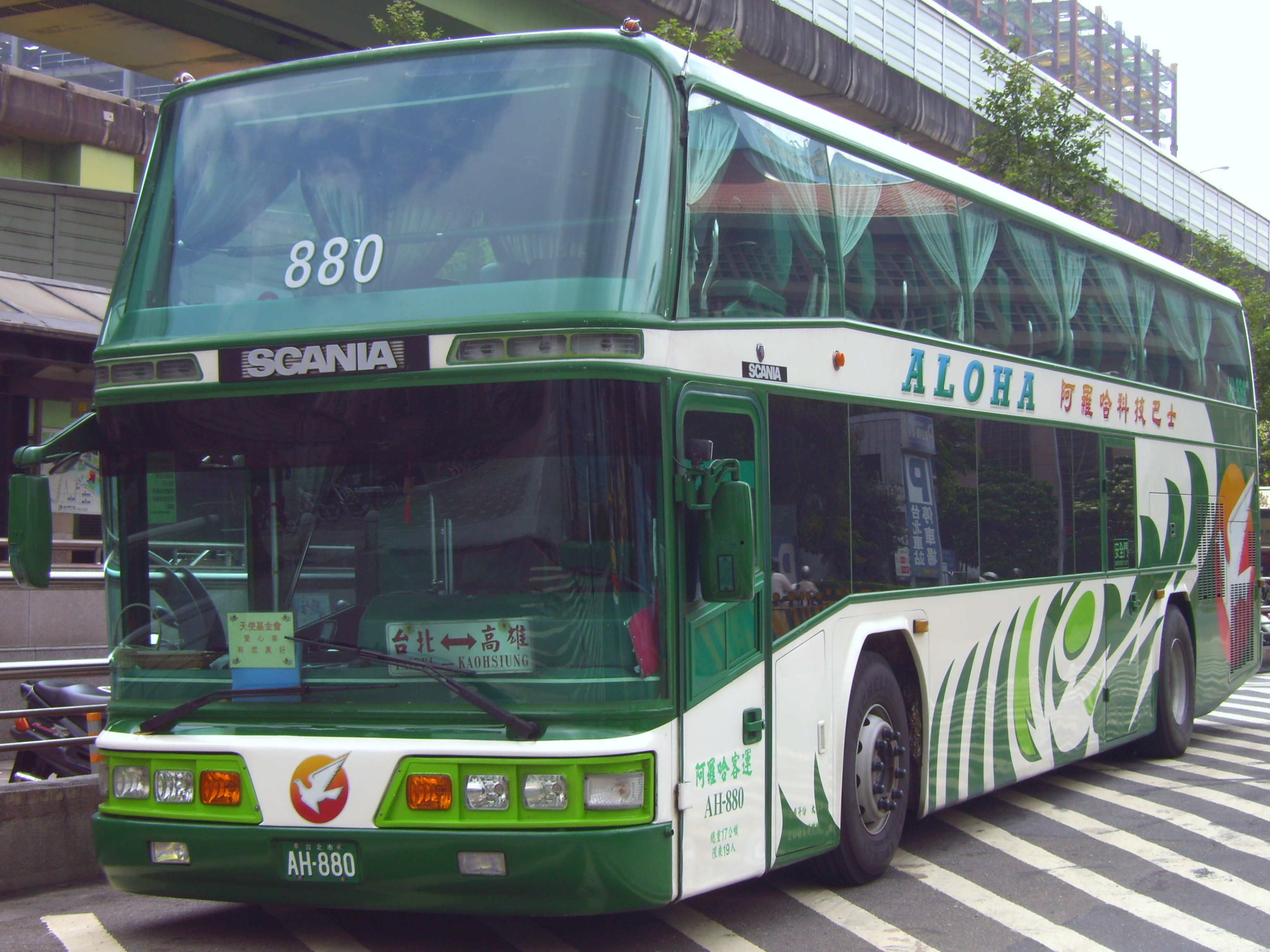
阿羅哈客運の高速バス
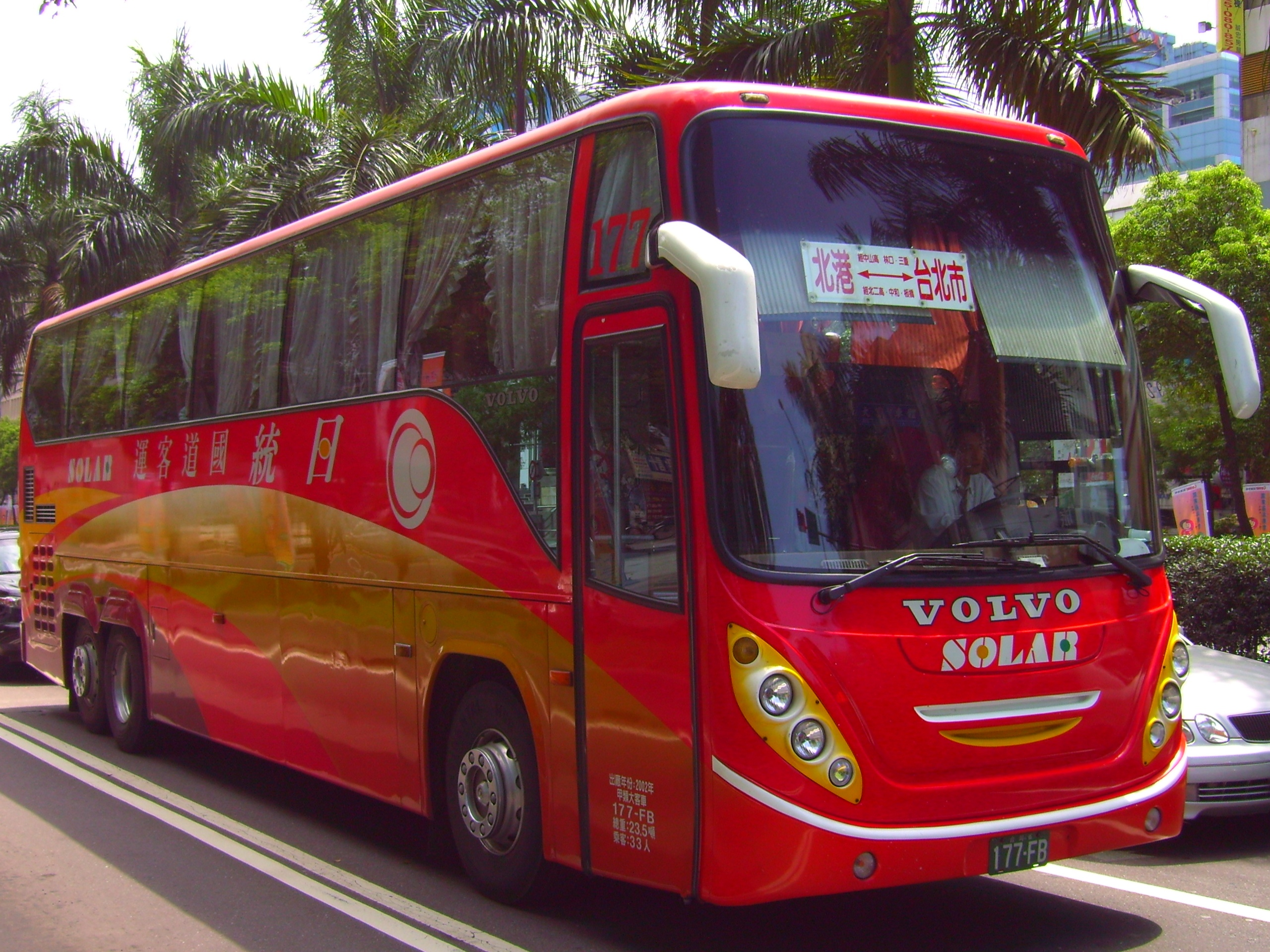
日統客運の高速バス
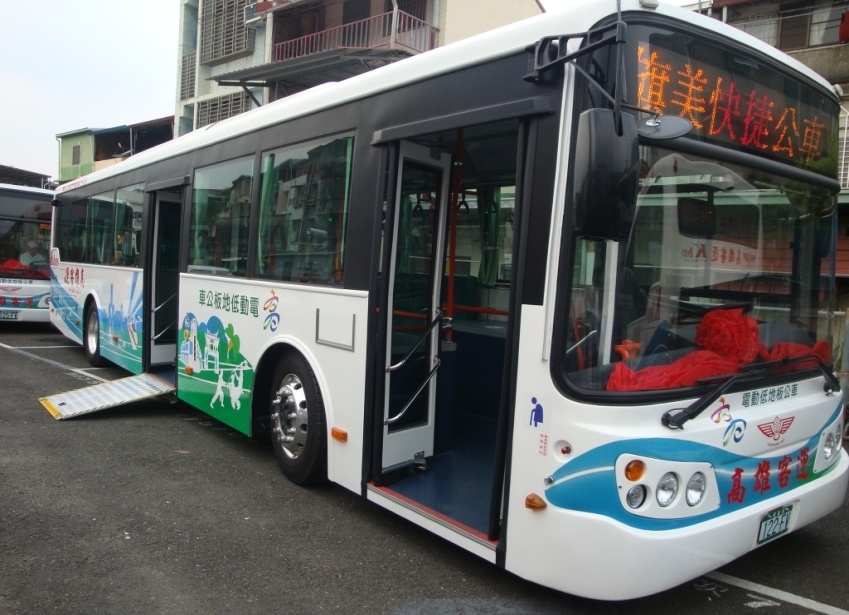
高雄客運の国道客運路線バス
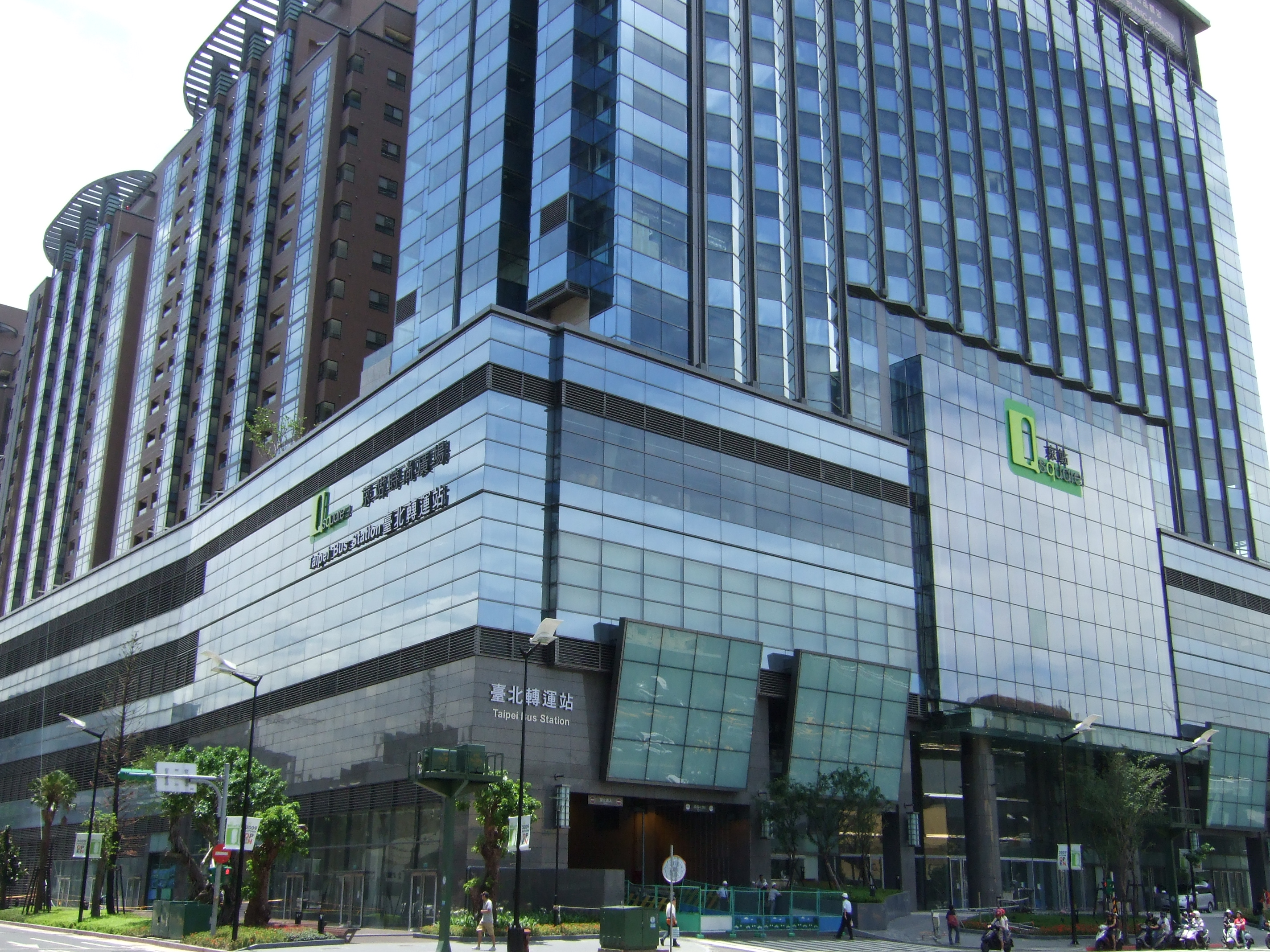
台北市の長距離バスターミナル「台北転運站」の建物
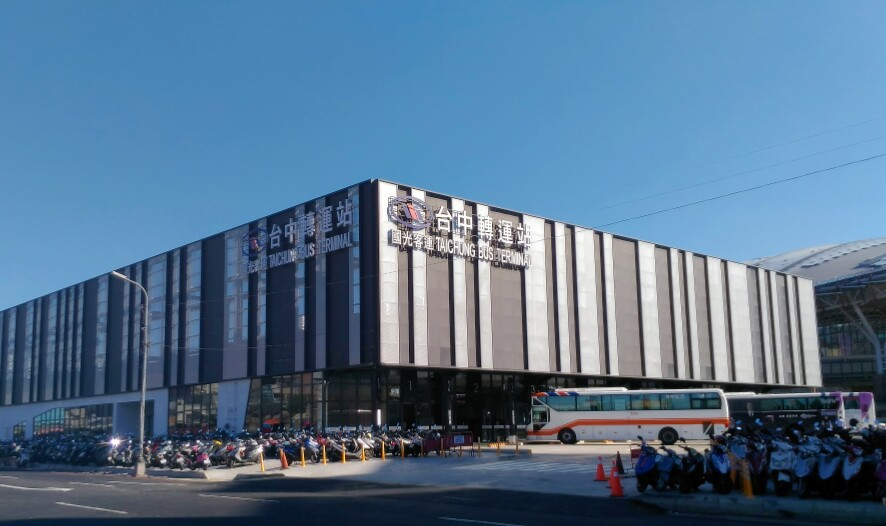
台中市の国光客運・台中客運の長距離バスターミナル

### 定期観光バス
2016年に台北市と高雄市で、2018年に台南市で定期市内観光バス路線が開設された。いずれも2階建て車両によるオープントップバス。

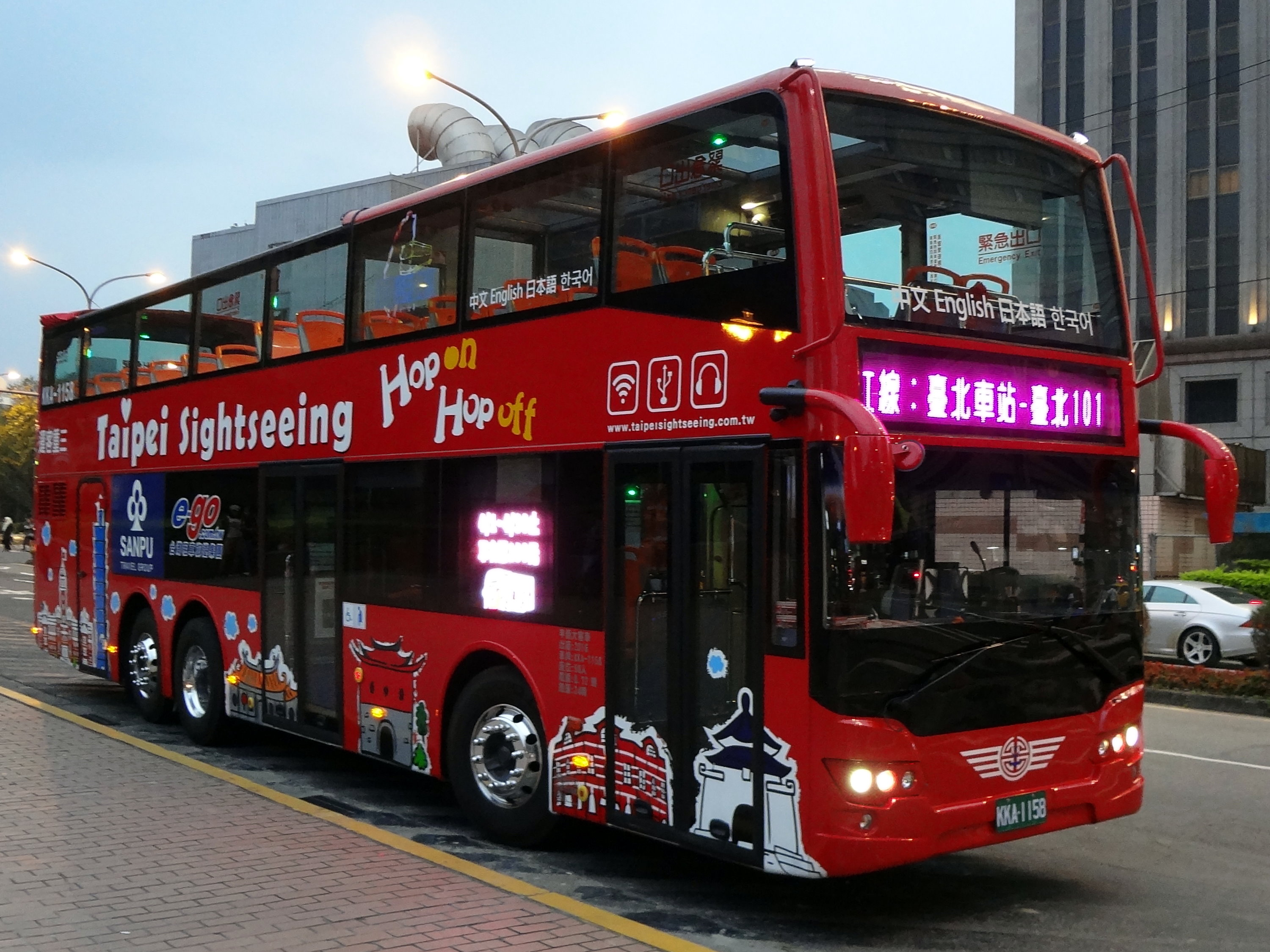
台北市の2階建て観光バス（三重客運運行）
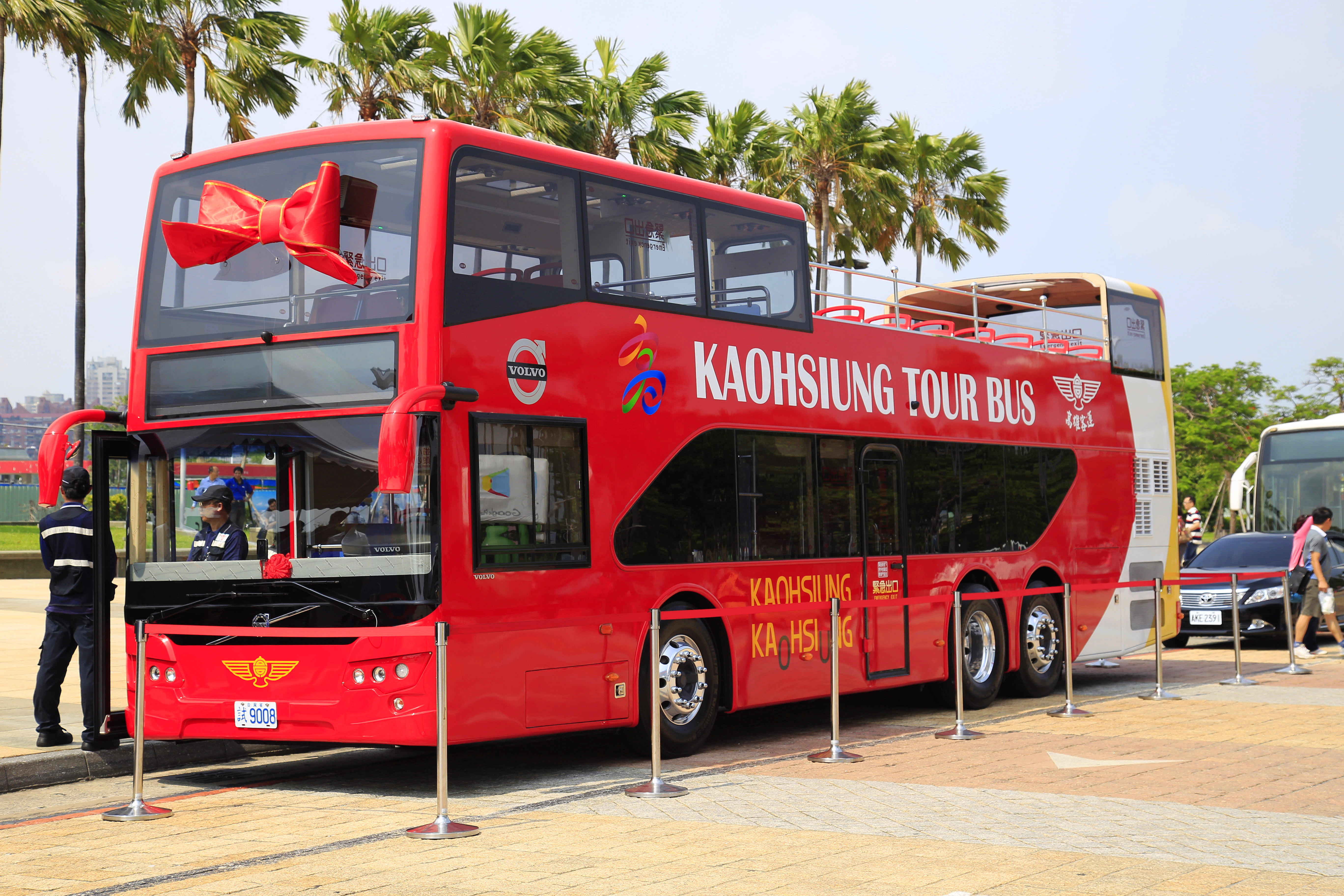
高雄市の2階建て観光バス（高雄客運運行）
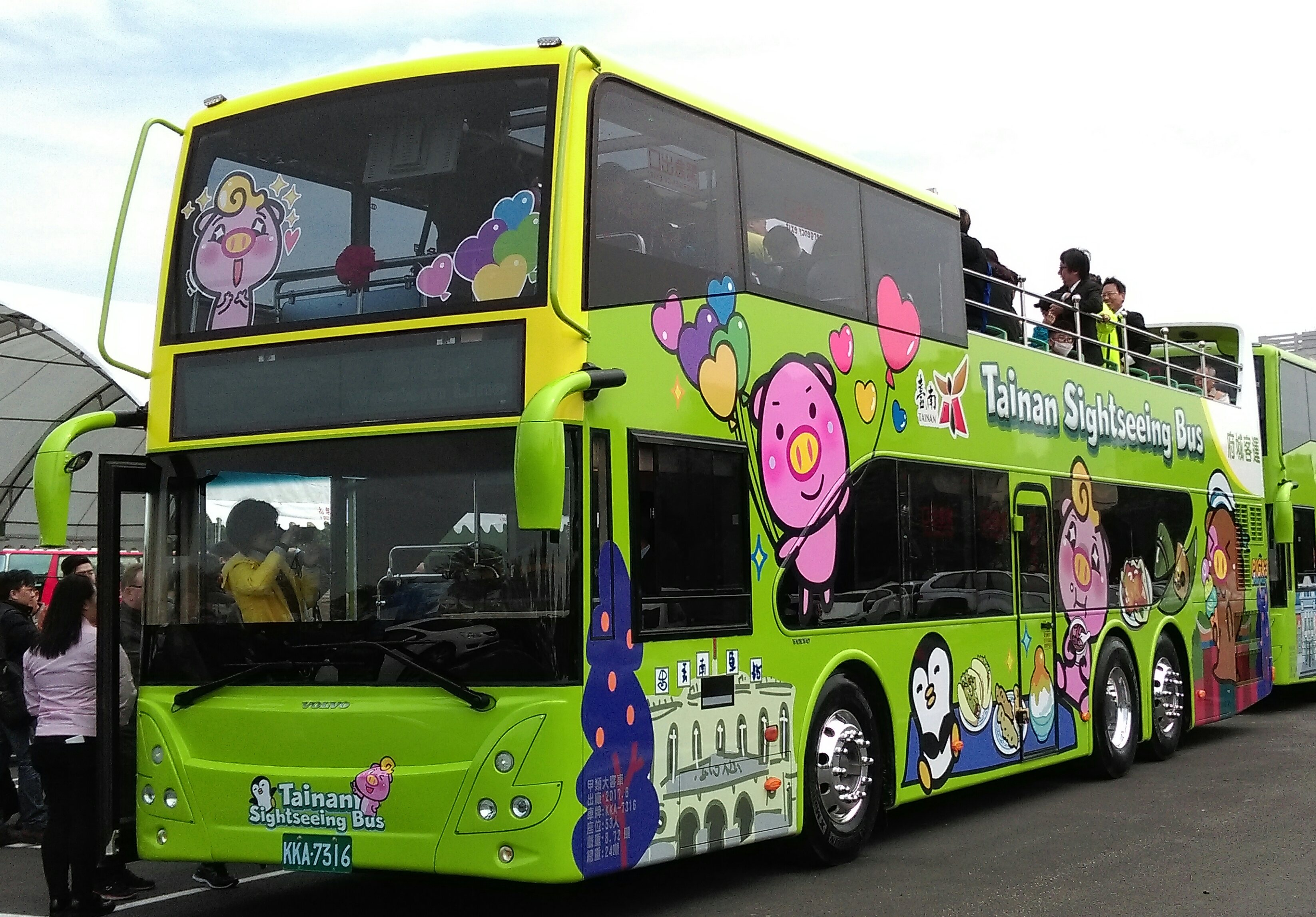
台南市の2階建て観光バス（府城客運運行）

### 観光路線バス
通常の公路客運路線を補うために公路総局ではなく交通部観光局の管轄で台湾好行という名称の路線が各地に設定されている。
多くは各事業者のバスターミナルではなく、台鉄や台湾高鐵の駅を発着、鉄道と連携することで外国人を含めた観光客の便宜を図っている。
事業者にもよるが、各種IC乗車カードも大半が利用可能。運賃は総じて高めに設定されている。

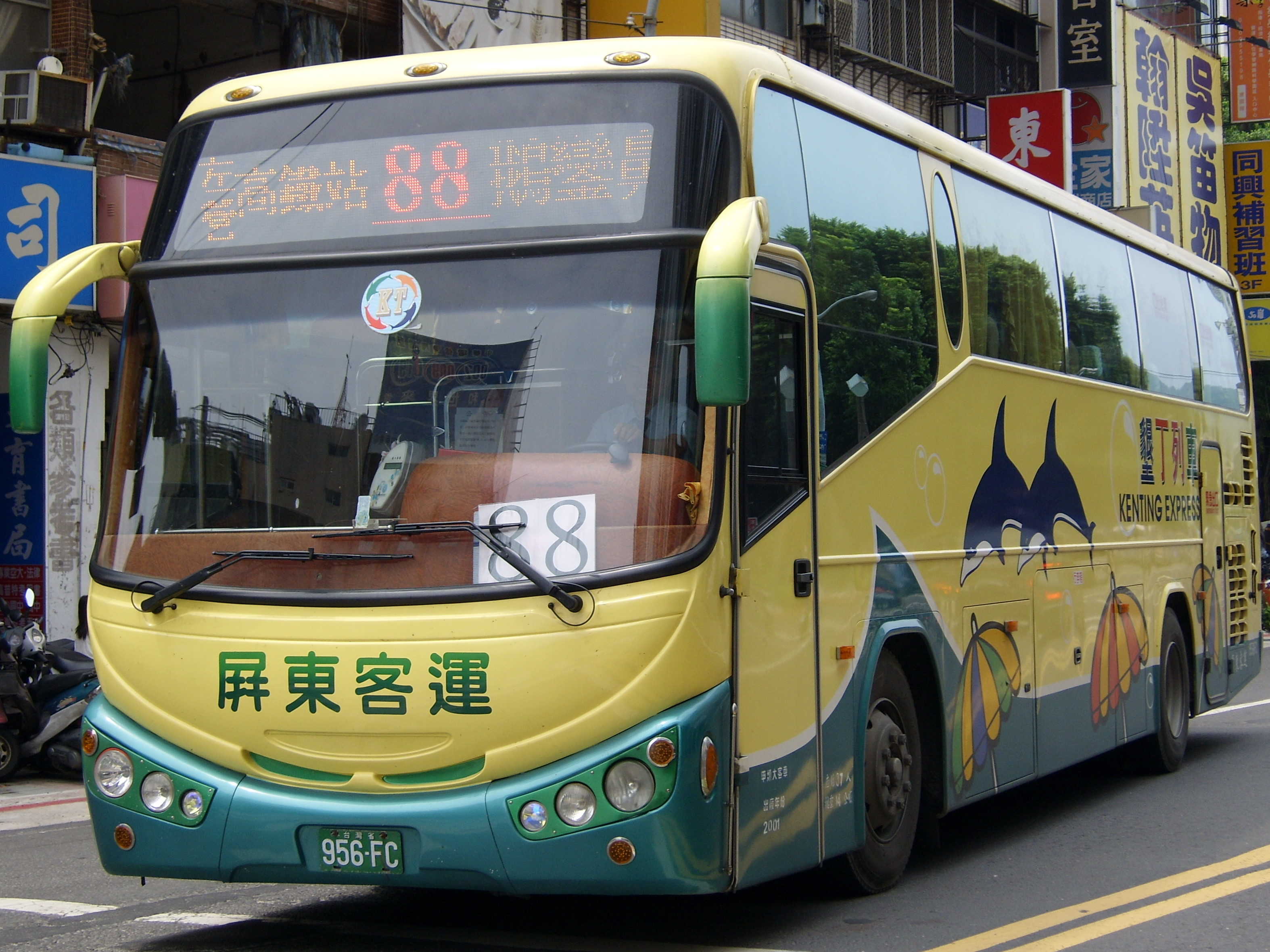
「墾丁快線」（高雄 - 墾丁）
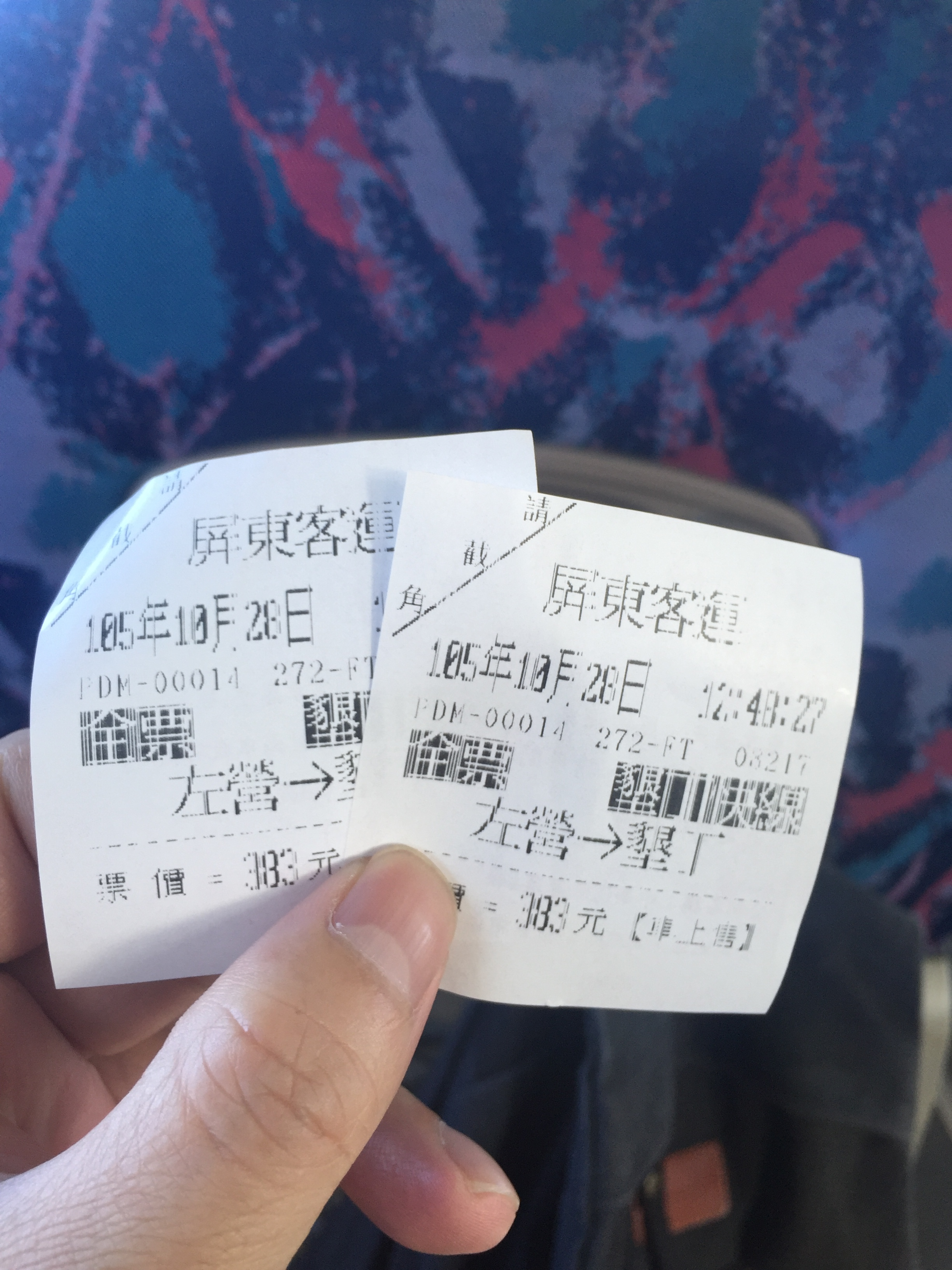
「墾丁快線」のチケット

## 台湾のバスターミナル一覧
公路客運（市外バス）・国道客運（高速バス）用のターミナルは轉運站（転運站/転運駅）、轉運中心站（転運中心站）、客運站（客運站/客運駅）、總站（総站/総駅）と呼ばれる。

### 台北・新北
- 台北転運站（京站、Qスクエア） - 長距離路線が発着する。
- 国光客運台北車站 - 桃園国際空港、基隆、金山行き路線が発着する。
- 市府転運站
- 南港転運站西站（中国語版）
- 円山転運站（中国語版）
- 板橋客運站（中国語版）
- 松山転運站（中国語版）

### 桃園
- 経国転運站（中国語版）

### 新竹
- 新竹転運站（中国語版）
- 香山転運站（中国語版）

### 宜蘭
- 羅東転運站（中国語版）
- 宜蘭転運站（中国語版）
- 礁渓転運站（中国語版）
- 蘇澳転運站（中国語版）

### 台中
- 台中転運站（中国語版）
- 中港転運站（中国語版） - 統連客運専用
- 朝馬転運站

### 嘉義
- 嘉義転運站（中国語版）
- 中山站（中国語版）
- 高鉄嘉義站
- 故宮南院（北站、南站）

### 台南
- 台南転運站（中国語版）（兵工廠站）- 台南公園横にあり、台鉄台南駅とはかなり離れている。
- 平實転運站（中国語版）
- 新営綜合転運站（中国語版）
- 麻豆転運站（中国語版）

### 高雄
- 国道客運高雄站（台鉄高雄駅前の建国二路沿いに分散）
  - 国光客運高雄站
  - 和欣客運建国站
  - 阿羅哈客運高雄站
  - 統聯客運建国站
  - 高雄客運建国站

### その他
その他の都市では、各バス会社が独自にバスターミナルを設置している。近年では、駅周辺の区画整理事業とともに、バスターミナルを建設し、そこに集約する傾向にある。

### 註釈
1. ↑  自家用車は「汽車」であり、日本語の汽車は「火車」。
2. ↑  捷運の駅も站、台湾鉄路管理局などの鉄道駅は「（台湾語で）火車頭またはその短縮形の車頭、（国語で）火車站または車站」。